# Xamarin
Xamarin ist eine Tochtergesellschaft von Microsoft mit Sitz in San Francisco. Die Entwickler von Mono gründeten im Jahr 2011 die Firma Xamarin, 2016 wurde Xamarin von Microsoft übernommen. Xamarin wurde mit dem Ziel geschaffen, die Entwicklung von Cross-Platform-Applikationen im mobilen Bereich zu beschleunigen und zu vereinfachen.

## Geschichte

### Ximian: Gründung und Übernahme
Im Juni 2000 hatte Microsoft das .NET Framework vorgestellt. Miguel de Icaza, ein Mitarbeiter von Ximian, begann sich zu überlegen, ob nicht eine Linux-Version von .NET nützlich wäre. Das Projekt Mono wurde am 19. Juli 2001 als Open Source gestartet. Am 4. August 2003 wurde Ximian von Novell gekauft. Novell selbst wurde dann im April 2011 von der Attachmate-Gruppe übernommen.
Nach der Übernahme durch Attachmate wurden viele Mitarbeiter entlassen; unter anderem auch die Mono-Entwickler. Die Zukunft von Mono wurde damit in Frage gestellt.

### Gründung von Xamarin und Übernahme
Am 16. Mai 2011 kündigte Miguel De Icaza auf seinem Blog an, Mono werde nun von Xamarin entwickelt. Xamarin wurde gegründet, um Software für mobile Geräte zu vertreiben. Gemäß De Icaza hat zumindest das Kern-Team von Mono zu Xamarin gewechselt.
Nach dieser Meldung war die Zukunft dieses Projekts unklar, weil MonoTouch und Mono für Android in direkter Konkurrenz zu den Produkten von Attachmate standen. Schließlich übernahmen die Mitarbeiter von Xamarin Programme, die sie als Angestellte von Novell entwickelt hatten.
Im Juli 2011 übertrug Novell – in der Zwischenzeit eine Firma der Attachmate-Gruppe – die fraglichen Lizenzrechte zu Xamarin.
Xamarin wurde im Februar 2016 von Microsoft übernommen, Beobachter hatten die Übernahme schon für 2014 erwartet. Der Kaufpreis soll sich laut New York Times auf mindestens 300 Mio. US-Dollar belaufen haben. Es sollte dadurch ermöglicht werden, mit Visual Studio in C# native Apps nicht nur für Windows zu schreiben, sondern auch für Android, iOS, watchOS, tvOS und Mac OS.

### Produktentwicklung
Im Dezember 2012 stellte Xamarin das Produkt Xamarin.Mac, ein Plug-in für die existierende MonoDevelop, eine Integrierte Entwicklungsumgebung (IDE), vor. Es erlaubt Entwicklern, C#-basierende Programme für das Apple-macOS-Betriebssystem zu entwickeln.
Im Februar 2013 stellte Xamarin das Release 2.0 vor. Dieses Release beinhaltet die Komponenten Xamarin Studio, das nun iOS-, Android- und Apple-OS-X-Entwicklungstools in einem Programm enthält, und die Integration in Visual Studio, Microsofts IDE für das .NET Framework. Dies erlaubt es, mit Visual Studio Programme für iOS, Android und Windows zu erzeugen. Nach der Übernahme im Februar 2016 integrierte Microsoft die Programmierwerkzeuge von Xamarin per 30. März 2016 in alle Visual-Studio-Versionen ab 2015.
Im Juli 2018 stellte Microsoft eine neue Version von Xamarin.Android vor, um Apps für die neue Android-Version Android 9.0, auch bekannt als Android P, zu erstellen.
2020 kündigte Microsoft auf der Microsoft-Build-Konferenz den Nachfolger von Xamarin, .NET MAUI, an. Der Support von Xamarin wurde am 1. Mai 2024 endgültig eingestellt.

## Produkte

### Xamarin Platform
Mit den Komponenten Xamarin.iOS und Xamarin.Android ist es möglich, native Apps für iOS, Android und Windows in C# entweder mit Xamarin Studio oder Visual Studio zu entwickeln.

### Xamarin.Forms
Das Produkt Xamarin.Forms wurde am 3. Mai 2014 vorgestellt. Es erlaubt portable Bedienelemente zu verwenden, welche die eigentlichen Bedienelemente von Android, iOS und Windows Phone aufrufen.

### Xamarin Test Cloud
Das Produkt Xamarin Test Cloud ermöglicht es, mobile Apps in der Cloud auf ca. 1800 verschiedenen echten Geräten zu testen.

### Xamarin für Visual Studio
Xamarin soll das einzige Framework sein, das es erlaubt, native Apps für iOS, Android und Windows mit Microsoft Visual Studio zu entwickeln.

### Xamarin Studio
Xamarin Studio, eine eigenständige IDE für mobile-App-Entwicklung, wurde im Februar 2013 veröffentlicht. Xamarin Studio verwendet einen Debugger, einen Compiler für C# sowie F# und Werkzeuge für die Programmierung grafischer Benutzeroberflächen von Android und iOS. Basierend auf Xamarin Studio wurde 2016 Microsoft Visual Studio for Mac entwickelt.

### .Net Mobility Scanner
Xamarins .Net Mobility Scanner lässt Entwickler sehen, wie viel von ihrem .NET-Programmcode auf anderen Betriebssystemen läuft: vor allem für iOS, Android, Windows Phone und Windows Store. Es ist ein freier Service auf dem Web, welcher auf Silverlight aufbaut.